# ソ連・ロシア海軍艦艇一覧
ソ連・ロシア海軍艦艇一覧は、ロシア帝国海軍、南ロシア軍、ロシア軍、赤色海軍、ソビエト社会主義共和国連邦海軍並びにロシア連邦海軍などが過去保有した、または現在保有する、または将来保有する予定の、未完成・計画中止を含めた歴代艦艇一覧である。現有戦力についてはロシア海軍、国境軍の所属艦艇についてはソ連・ロシア国境軍艦艇一覧の項目を参照のこと。
なお、ロシア語では「級」と「型」を区別なく「тип」（「タイプ」に相当する語）で表すため、場合によっては「級」と「型」の訳語は入れ替わる場合がある。この他、「класс」（「クラス」に相当する語）や「серия」（「シリーズ」に相当する語）についても日本語では訳し分けが難しく、結局区別せずに「級」と訳す場合が多い。一方、英語で付けられたNATOコードネームは通常は「級」と訳される「class」という単語を用いている。計画番号・名称については原語では「型」に相当する単語は含まれていないが、日本語としての便宜上「проект xxx "ABCDE"」については「xxx号計画「ABCDE」型」のように意訳する。
こうした翻訳に関する諸事情があるが、日本語においては日本以外の艦船については一般にネームシップを旨とする類別には「艦級」、計画名（プロジェクト名）やコードネームなどネームシップを旨としない類別には「艦型」を用いているので、この一覧ではその日本語側の基準に準ずることとする。ただし、潜水艦についてはページが統一的に「級」で立てられているため、そちらに準ずる。

ロシア海軍の軍艦旗

ロシア海軍の艦首旗

ソ連海軍の軍艦旗

ソ連海軍の艦首旗

凡例

## 近代海軍以前（ロシア帝国海軍）

### 戦列艦
第1等戦列艦
- チェスマ級 - 9隻（1隻建造中止）
  - チェスマ  (Chesma / Чесма)- 1783年
  - トリョーフ・イエラールホフ (Tryox Ierarxov / Трёх Иерархов) - 1783年
  - ロスチスラフ（ロシア語版） (Rostislav / Ростислав) - 1784年
  - サラトフ (Saratov / Сарáтов) - 1785年
  - ドヴェナーッツァチ・アポーストロフ（ロシア語版） (Dvenadcat' Apostolov / Двенадцать апостолов) - 1788年
  - スヴャトーイ・ラヴノアポーストリヌイ・クニャージ・ヴラジーミル (Svqtoy Svqtoy Ravnoapostol'njy knqz' Vladimir / Святой Святой Равноапостольный князь Владимир)- 1788年
  - スヴャトーイ・ニコライ・チュドトヴォーレツ (Svqtoy Nikolay Chudotvorec / Святой Николай Чудотворец) - 1789年
  - エヴセーヴィイ (Evseviy / Евсевий) - 1790年
- ヤグジイール（ロシア語版） (Iagudiil / Ягудиил) - 1800年
- ポルタヴァ級 - 3隻
  - ポルタヴァ（ロシア語版） (Poltava / Полтава) - 1808年
  - ドヴェナーッツァチ・アポーストロフ（ロシア語版） (Dvenadcat' Apostolov / Двенадцать апостолов) - 1811年
  - パリーシュ（ロシア語版）(Parizh / Париж) - 1814年
- レーイプツィク級 - 2隻
  - レーイプツィク (Leypcig / Лейпциг) - 1816年
  - トヴョールドィイ (Tvyordjy / Твёрдый) - 1819年
- パリーシュ（ロシア語版）(Parizh / Париж) - 1826年
- インペラートル・アレクサンドル1世級 - 3隻
  - インペラートル・アレクサンドル1世（ロシア語版）(Imperator Aleksandr I / Император Александр I) - 1827年
  - インペラートル・ピョートル1世（ロシア語版） (Imperator Pyotr I / Император Пётр I) - 1829年、118門
  - スヴャトーイ・ゲオールギイ・ポベドノーセツ（ロシア語版） (Svqtoy Georgiy Pobedonosec / Святой Георгий Победоносец) - 1829年
- ドヴェナーッツァチ・アポーストロフ級 - 3隻
  - ドヴェナーッツァチ・アポーストロフ（ロシア語版） (Dvenadcat' Apostolov / Двенадцать апостолов) - 1841年
  - パリーシュ（ロシア語版、フランス語版）(Parizh / Париж) - 1849年
  - ヴェリーキイ・クニャージ・コンスタンチン（ロシア語版） (Velikiy knqz' Konstantin / Великий князь Константин) - 1852年

第2等戦列艦
- ガングート（ロシア語版） (Gangut / Гангут) - 1719年、92門
- ノルド＝アードレル級 - 2隻
  - ノルド＝アードレル（ロシア語版） Nord-Adler / (Норд-Адлер) - 1720年
  - スヴャトーイ・アンドレイ（ロシア語版） (Svqtoy Andrey / Святой Андрей) - 1721年
- スヴャトーイ・パーヴェル級 - 80門、10隻
  - スヴャトーイ・パーヴェル (Svqtoy Pavel / Святой Павел) - 1743年
  - スヴャトーイ・イオアン・ズラトウースト・ペールヴィイ (Svqtoy Ioann Zlatoust Pervjy / Святой Иоанн Златоуст Первый) - 1751年
  - スヴャトーイ・ニコライ (Svqtoy Nikolay / Святой Николай) - 1754年
  - スヴャトーイ・パーヴェル (Svqtoy Pavel / Святой Павел)- 1755年
  - スヴャトーイ・アンドレイ・ペルヴォズヴァーンヌイ (Svqtoy Andrey Pervozvannjy / Святой Андрей Первозванный) - 1758年
  - スヴャトーイ・クリメーント・パーパ・リームスキイ (Svqtoy Kliment Papa Rimskiy / Святой Климент Папа Римский) - 1758年
  - キール・イオアン (Kir Ioann / Кир Иоанн) - 1762年
  - スヴャターヤ・エカチェリーナ (Svqtaq Ekaterina / Святая Екатерина)- 1762年
  - スヴャトスラフ（ロシア語版）(Sviatoslav / Святослав) - 1769年
  - チェスマ（ロシア語版） (Chesma / Чесма) - 1770年
- ロスチスラフ（ロシア語版） (Rostislav / Ростислав) - 1784年、84 - 96門
- スヴャトーイ・パーヴェル（ロシア語版）(Svqtoy Pavel / Святой Павел) - 1794年
- インペラトリーツァ・アレクサンドラ級 - 8隻
  - インペラトリーツァ・アレクサンドラ (Imperatritsa Aleksandra / Императрица Александра) - 1827年、96門
  - エムゲイテン (Jemgeyten / Эмгейтен) - 1828年
  - ポルタヴァ（ロシア語版） (Poltava / Полтава) - 1829年、96門
  - ネ・トローニ・メニャー (Ne Tron Menya / Не тронь меня) - 1832年、92門
  - ヴラジーミル (Vladimir / Владимир) - 1833年
  - レフォールト（ロシア語版）(Lefort / Лефорт) - 1828年
  - ヴォーラ（ヴォーリャ） (Vola / Вола) - 1837年、92門
- アンドレイ (Andrey / Андрей) - 1844年、84門
- インペラトリーツァ・マリーヤ級 - 84門、3隻
  - インペラトリーツァ・マリーヤ（ロシア語版） (Императрица Мария / Imperatrica Mariq) - 1827年
  - チェスマ（ロシア語版） (Chesma / Чесма) - 1828年
  - アナパ（ロシア語版）(Anapa / Ана́па) - 1829年
- スルターン・マフムート級 - 84門、8隻
  - スルターン・マフムート（ロシア語版、英語版） - 1836年
  - トリョーフ・イエラールホフ（ロシア語版） (Tryox Ierarxov / Трёх Иерархов) - 1838年
  - ガヴリール（ロシア語版、英語版） (Gavriil / Гавриил) - 1839年
  - セラファイール（ロシア語版、英語版） (Selafail / Селафаил)- 1840年
  - ウリイール（ロシア語版、英語版） (uriil / Уриил) - 1840年
  - ヴァールナ（ロシア語版、英語版） (Varna / Варна) - 1842年
  - ヤグジイール（ロシア語版、英語版） (Iagudiil / Ягудиил) - 1843年
  - スヴャトスラフ（ロシア語版）(Sviatoslav / Святослав) - 1845年
- フラーブルイ級 - 2隻
  - フラーブルイ（ロシア語版、英語版） (Khrabryi / Храбрый) - 1847年
  - インペラトリーツァ・マリーヤ（ロシア語版） (Императрица Мария / Imperatrica Mariq) - 1827年
- ガングート（ロシア語版、英語版） (Gangut / Гангут) - 1825年、84門
- ヴェリーキイ・クニャージ・ミハイル (Veliky Knyaz Michail / Великий Князь Михаил) - 1827年、86門
- プローホル（ロシア語版） (Prokhor / Прохор) - 1851年、84門

第3等戦列艦
- スヴャターヤ・エカチェリーナ（ロシア語版） (Svqtaq Ekaterina / Святая Екатерина) - 1713年、60門
- スヴャターヤ・エカチェリーナ（ロシア語版） (Svqtaq Ekaterina / Святая Екатерина) - 1721年、70門
- スラーヴァ・ロシヤ級、66門
  - スヴャターヤ・エカチェリーナ（ロシア語版） (Svqtaq Ekaterina / Святая Екатерина) - 1742年
  - ポルタヴァ（ロシア語版） (Poltava / Полтава) -1743年
  - スヴャトーイ・アレクサンドル・ネフスキー（ロシア語版） (Svqtoy Aleksandr Nevsky / Святой Александр Невский) - 1749年
  - アルハンゲル・ガヴリール（ロシア語版） (Gavriil / Гавриил) - 1749年
  - ウリイール（ロシア語版） (uriil / Уриил) - 1749年
  - ポルタヴァ（ロシア語版） (Poltava / Полтава) -1754年
  - サラトフ（ロシア語版）(Saratov / Сарáтов) - 1765年
  - トリョーフ・イエラールホフ（ロシア語版） (Tryox Ierarxov / Трёх Иерархов) - 1766年
- アジア級
  - スヴャトスラフ（ロシア語版）(Sviatoslav / Святослав) - 1769年
- ネ・トローニ・メニャー（ロシア語版） (Ne Tron Menya / Не тронь меня) - 1780年
- エムゲイテン（ロシア語版） (Jemgeyten / Эмгейтен) - 1783年
- スラーヴァ・エカチェリーナ級、66門
  - スヴャトーイ・パーヴェル（ロシア語版）(Svqtoy Pavel / Святой Павел) - 1784年
- ヤロスラフ級
  - キール・イオアン（ロシア語版） (Kir Ioann / Кир Иоанн) - 1786年
- ツァーリ・コンスタンティン級 - 4隻、74門
  - アレクサンドル・ネフスキー（ロシア語版） (Aleksandr Nevsky / Александр Невский) - 1787年
- シソイ・ヴェリキィー（ロシア語版） (Sisoy Veliky / Сысой Великий) - 1788年、70 - 74門
- アナパ（ロシア語版）(Anapa / Ана́па) - 1807年、74門
- マリア（ロシア語版） (Maria / Мария) - 1808年、74門
- セラフェイル級、74門
  - トリョーフ・イエラールホフ（ロシア語版） (Tryox Ierarxov / Трёх Иерархов) - 1809年
  - ネ・トローニ・メニャー（ロシア語版） (Ne Tron Menya / Не тронь меня) - 1809年
  - ノルド＝アードレル（ロシア語版） Nord-Adler / (Норд-Адлер) - 1811年
- イジキール級、74門
  - ノルド＝アードレル（ロシア語版） Nord-Adler / (Норд-Адлер) - 1820年
  - アレクサンドル・ネフスキー (Aleksandr Newsky / Александр Невский) - 1826年
- フセヴォロド級、66門
  - サラトフ（ロシア語版）(Saratov / Сарáтов) - 1809年
- シソイ・ヴェリキィー（ロシア語版） (Sisoy Veliky / Сысой Великий) - 1822年、74門
- コンスタンチン（ロシア語版） (Konstantin / Константин) - 1837年、74門
- ヴィーボルク（ロシア語版） (Vyborg / Выборг) - 1841年、74門
- イエゼキイーリ (Iezekiil / Иезекиль) - 1847年、74門
- チェスマ（ロシア語版） (Chesma / Чесма) - 1849年、84門
- クラスノイ (Krasnoy / Красной) - 1847年、74門
- パーミャチ・アゾーヴァ (Pamyat Azova / Память Азова) - 1848年、74門
- シソイ・ヴェリキィー（ロシア語版） (Sisoy Veliky / Сысой Великий) - 1849年、74門

第4等戦列艦
- ヴィーボルク（ロシア語版） (Vyborg / Выборг) - 1710年
- ポルタヴァ（ロシア語版） (Poltava / Полтава) -1712年
- ガヴリール（ロシア語版） (Gavriil / Гавриил) - 1713年
- セラファイール（ロシア語版） (Selafail / Селафаил)- 1715年
- ウリイール（ロシア語版） (uriil / Уриил) - 1715年
- ヤグジイール（ロシア語版） (Iagudiil / Ягудиил) - 1715年
- サント・ミハイル級
  - ネ・トローニ・メニャー（ロシア語版） (Ne Tron Menya / Не тронь меня) - 1725年
- スヴャトーイ・アンドレイ（ロシア語版） (Svqtoy Andrey / Святой Андрей) - 1737年
- ピョートル2世級
  - ヴィーボルク（ロシア語版） (Vyborg / Выборг) - 1729年
  - スヴャトーイ・ニコライ（ロシア語版） (Svqtoy Nikolay / Святой Николай) - 1748年

機走戦列艦
- アリョール（ロシア語版） (Orel / Орёл) - 1854年、84門
- レトヴィザン (Retvizan / Ретвизан) - 1855年、81門
- ツェサレーヴィチ（ロシア語版） (Tsesarevich / Цесаревич) - 1857年、135門
- シノープ (Sinop / Синоп) - 1858年、135門
- インペラートル・ニコライ1世（ロシア語版） (Imperator Nikolay I / Император Николай I) - 1860年、111門

### フリゲート
帆走
- スヴャトーイ・ニコライ（ロシア語版） (Svqtoy Nikolay / Святой Николай) - 1770年、26門
- フラーブルイ（ロシア語版） (Khrabryi / Храбрый) - 1779年、44門
- スヴャトーイ・ゲオールギイ・ポベドノーセツ（ロシア語版） (Svqtoy Georgiy Pobedonosec / Святой Георгий Победоносец) - 1785年
- スヴャトーイ・ニコライ（ロシア語版） (Svqtoy Nikolay / Святой Николай) - 1790年、44門
- カストール（ロシア語版） (Kastor / Кастор) - 1807年、36門

- スペシュヌイ級（ロシア語版）(типа Спешный) - 34隻
  - スペシュヌイ（ロシア語版） (Спешный)
  - アルゴス (Аргус)
  - ブイストルイ (Быстрый)
  - メルクーリイ（初代）（ロシア語版）(Меркурий)
  - パトリキィ（初代）（ロシア語版） (Патрикий)
  - リョーフキィ (Лёгкий)
  - パトリキィ（2代）（ロシア語版） (Патрикий)
  - メルクーリイ（2代）（ロシア語版） (Меркурий)
  - プロヴォールヌイ (Проворный)
  - ヴェストヴォイ (Вестовой)
  - コンスタンチン（初代）（ロシア語版） (Константин)
  - アレクサンドラ (Александра)
  - マリア (Мария)
  - オリガ (Ольга)
  - クニャージ・ウォヴィチ (Княгиня Лович)
  - エリザヴェータ (Елизавета)
  - エカチェリーナ (Екатерина)
  - アンナ (Анна)
  - プリンツ・オランスキー (Принц Оранский)
  - ネヴァ (Нева)
  - ヴィエヌス (Венус)
  - ベローナ (Беллона)
  - ユノーナ (Юнона)
  - パモーナ (Помона)
  - セリアーラ (Церера)
  - カストール（ロシア語版） (Кастор)
  - アンフィトリーダ (Амфитрида)
  - プロゼルピーナ (Прозерпина)
  - ヂアーナ（ロシア語版） (Диана)
  - アヴローラ（ロシア語版） (Аврора)
  - メルポミエーナ (Мельпомена)
  - ツェサレーヴィチ (Цесаревич)
  - ツェサレーヴナ (Цесаревна)
  - コンスタンチン（2代）（ロシア語版） (Константин)

- ヴァールナ（ロシア語版） (Varna / Варна) - 1829年
- シソイ・ヴェリキィー（ロシア語版） (Sisoy Veliky / Сысой Великий) - 1849年、58門
- ボロジノ (Borodino / Бородино́) - 1849年、58門
- ヂアーナ (Diana / Диана) - 1853年

機走
- カムチャツカ（ロシア語版） (Kamchatka / Камчатка) - 1840年、14門
- ウラジーミル（ロシア語版） (Vladimir / Владимир) - 1848年、14門
- オラフ (Olaf / Олаф) - 1852年、14門
- リューリク（ロシア語版） (Ryurik / Рюрик) - 1852年、4門
- イリヤー・ムーロメツ級 - 3隻
  - イリヤー・ムーロメツ（ロシア語版） (Ilya Muromets / Илья Муромец) - 1856年、53門
  - グロモボーイ (Gromoboy) - 1857年、53門
  - ペレスヴェート（ロシア語版） (Peresvet / Пересвет) - 1863年
- ゲネラール＝アドミラール（ロシア語版） (General-Admiral / Генерал-адмирал) - 1858年、70門
- スヴェトラーナ (Svetlana) - 1858年、40門
- オレグ（ロシア語版） (Oleg / Олег) - 1860年、57門
- オスリャービャ (Oslyabya) - 1860年、45門
- ドミートリー・ドンスコイ級 - 2隻
  - ドミートリー・ドンスコイ（ロシア語版） (Dmitry Donskoy / Дмитрий Донской) - 1861年、51門
  - アレクサンドル・ネフスキー（ロシア語版、英語版） (Aleksandr Nevsky / Александр Невский) - 1861年、51門
- セヴァストーポリ級 - 2隻※ 装甲艦
  - セヴァストーポリ（ロシア語版） (Sevastopol / Севастополь) - 1864年、17門
  - ペトロパブロフスク (Petropavlovsk / Петропавловск) - 1865年、22門

### コルベット
帆走
- ローフキイ (Lovkiy) - 1797年、12門
- パーヴェル (Pavel) - 1804年、18門
- ジオミート (Diomid) - 1805年、24門
- ヘルソーン (Kherson) - 1805年、24門
- アリツィオネ (Altsione) - 1805年、18門
- ヴェルソナ (Versona) - 1805年、22門
- フローラ級 - 3隻
  - フローラ (Flora) - 1805年、22門
  - メリポメーナ (Melpomena) - 1805年、22門
  - ポモーナ (Pomona) - 1805年、22門
- ゲルミオーン (Germion) - 1805年、18門
- デールスキイ (Derzkiy) - 1805年、28門
- カザーニ級 - 4隻
  - カザーニ (Kazan) - 1806年、16門
  - アリアーンダ (Arianda) - 1807年、16門
  - カザーニ (Kazan) - 1815年、16門
  - ゲルクレース (Gerkules) - 1819年、16門
- シャルロータ (Sharlota) - 1807年、16門
- アーボ (Abo) - 1808年、12門
- クルィーム (Krym) - 1808年、24門
- シャギーン＝ギレーイ (Shagin-Girey) - 1811年 ※オスマン帝国からの捕獲艦
- ヤゾーン (Yazon) - 1814年、24門
- グレミャーシチイ (Gremyashchiy) - 1821年、24門
- ナヴァリン (Navarin) - 1828年、20門 ※エジプトからの捕獲艦
- リヴィーツァ (Lvitsa) - 1829年、26門 ※エジプトからの捕獲艦
- オーリガ (Olga) - 1829年、24門 ※オスマン帝国からの捕獲艦
- シゾポリ級 - 3隻
  - シゾポリ (Sizopol) - 1829年、24門
  - ペンデラクリヤ (Penderakliya) - 1830年、24門
  - メセンヴリーヤ (Mesemvriya) - 1831年、24門
- イフィゲーニヤ (Ifigeniya) - 1833年、22門
- オレースト (Orest) - 1835年、18門
- ピラート級 - 3隻
  - ピラート (Pirad) - 1838年、20門
  - メネラーイ (Menelay) - 1839年、20門
- アンドロマーハ級 - 2隻
  - アンドロマーハ (Andromakha) - 1840年、18門
  - カリプソー (Kalipso) - 1839年、18門
- アリアーンダ (Arianda) - 1847年、20門
- クニャージ・ヴァルシャーフスキイ (Knyaz Varshavskiy) - 1830年、30門
- オリーヴツァ (Olivutsa) - 1841年、20門

機走
- ヴォーイン (Voin) - 1854年
- ボヤーリン級 - 14隻
  - ボヤーリン (Boyarin) - 1856年、11門
  - ヴォールク (Volk) - 1856年、9門
  - ズーブル (Zubr) - 1856年、9門
  - ヴェープリ (Vepr) - 1856年、9門
  - ノヴィーク (Novik) - 1856年、11門
  - ルィーシ (Rys) - 1856年、9門
  - ヴォエヴォーダ (Voevoda) - 1856年、11門
  - ヴォール (Vol) - 1856年、11門
  - メドヴェーチ (Medved) - 1856年、11門
  - ブーイヴォル (Buyvol) - 1856年、9門
  - ポサードニク (Posadnik) - 1856年、11門
  - ウダーフ (Udav) - 1856年、9門
  - グリーデニ (Griden) - 1856年、11門
  - ルィーンダ (Rynda) - 1856年、11門
- アメリカ (America) - 1856年
- カーレヴァラ (Kalevala) - 1858年、15門
- バヤーン (Bayan) - 1857年、16門 ※1892年より練習艦
- ソーコル級 - 3隻
  - ソーコル (Sokol) - 1859年、9門
  - ヤーストレプ (Yastreb) - 1860年、9門
  - クレーチェト (Krechet) - 1860年、9門
- ボガトィーリ級 - 4隻
  - ボガトィーリ (Bogatyr) - 1860年、17門
  - ヴァリャーク (Varyag) - 1861年、18門
  - ヴィーチャシ (Vytiaz) - 1861年、17門 ※1892年より練習艦スコーベレフ
  - アスコーリト (Askold) - 1864年、17門

### スループ
- コーラ級 - 2隻
  - コーラ（Kola) - 1806年、26門
  - ソロムバル (Solombal) - 1806年、26門
- ピラム級 - 3隻
  - ピラム (Piram) - 1806年、18門
  - チジバ (Tizba) - 1806年、18門
  - エジノローク (Edinorog) - 1806年、18門
- カムチャートカ級 - 3隻
  - カムチャートカ (Kamchatka) - 1817年、28門
  - ヴォストーク (Vostok) - 1817年、28門
  - オトクルィーチエ (Otkrytie) - 1819年
- モーレル級 - 2隻
  - モーレル (Moller) - 1826年、16門
  - セニャーヴィン (Senyavin) - 1826年、16門
- ジアーナ (Diana) - 1807年、24門
- ミールヌイ (Mirnyy) - 1818年、20門 ※ラードガより改称
- ブラゴナメーレンヌイ (Blagonamerennyy) - 1818年、20門 ※スヴィーリより改称
- ボリシェレーツク (Bolshelets) - 1739年
- スヴャターヤ・マリーヤ (Svyataya Mariya) - 18世紀中頃（？）
- スヴャターヤ・エカテリーナ (Svyataya Ekaterina) - 18世紀中頃（？）
- シュピツベールゲン (Shpitsbergen) - 1805年、32門
- リゼタ (Lizeta) - 1806年、16門
- ヴォールホフ (Volkhov) - 1806年、16門
- スヴィーリ (Svir) - 1806年、16門
- ラードガ (Ladoga) - 1820年
- アポローン (Apollon) - 1821年
- プレドプリヤーチエ (Predpriyatie) - 1823年
- ヂアーナ（ロシア語版） (Diana / Диана) - 1823年、34門
- スミールヌイ (Smirnyy) - 1824年、24門

### スクーナー
帆走
- グラート (Grad) - 1831年、16門
- ドーシュチ (Dozhd) - 1834年、16門
- メテオール (Meteor) - 1836年、16門
- ラードゥガ (Raduga) - 1845年、16門
- ストレラー (Strela) - 1848年、16門
- オープィト (Opyt) - ??年
- ヴォストーク (Vostok) - 1852年、4門
- プルガー (Purga) - ??年、4門
- ズメヤー (Zmeya) - 1847年、4門
- タラーントゥル (Tarantul) - 1847年、4門
- ニコライ (Nikolay) - 1847年、2門
- コンスタンチン（ロシア語版） (Konstantin / Константин) - 1848年、2門
- ムーハ (Mukha) - 1849年、4門
- コマール (Komar) - ??年
- ヴィーフリ (Vikhr) - 1852年、10門
- オープィト (Opyt) - 1852年、16門
- ザドルナヤ (Zadornaya) - 1855年
- アウダクン (Audakh) - ??年、8門
- ヴェクハ (Vekha) - 1857年
- バケン (Bakan) - 1857年
- コーンパス (Kompas) - 1859年
- セクタン (Sekstan) - 1859年
- ロモノソヴ (Lomonosov) - 1859年
- ペルヴァヤ (Pervaya) - 1859年

機走
- アナパ（ロシア語版）(Anapa / Ана́па) - 1850年、4門
- ボンボリ (Bombory) - 1852年、4門
- レデューカレ (Redut-Cale) - 1854年、2門
- エルブルス (Elbrus) - 1854年、2門
- ノヴォロシースク (Novorossiysk) - 1856年、2門
- プセズアペ (Psezuape) - 1857年、2門
- アビン (Abin) - 1857年、2門
- ピツウンダ (Pitsunda) - 1857年、3門
- サルギル (Salgir) - 1857年、4門
- ドン (Don) - 1857年、4門
- カザーク (Kazak) - 1857年、5門
- トゥルクメン (Turkmen) - 1857年、5門
- トゥアプセ (Tuapse) - 1858年、3門
- ペルシアニン (Persianin) - 1857年、5門
- クヒヴィネツ (Khivinets) - 1857年、6門
- ブクハレツ (Bukharets) - 1857年、4門
- グルド (Kurd) - 1857年、4門
- ケラスリー (Kelasury) - 1859年、3門
- ソウクース (Souk-su) - 1859年、3門
- チェツイルダクン (Tchetyrdakh) - 1860年、2門
- アルシュタ (Alushta) - 1860年、2門
- ポリャールナヤ・ズヴェズダー (Polyarnaya Zvezda) - 1862年

### ブリッグ
- リューリク（ロシア語版） (Ryurik / Рюрик) - 1815年、8門
- メルクーリイ (Merkuriy) - 1820年
- フィロクテート (Filoktet) - 1834年、20門
- アガメームノン (Agamemnon) - 1834年、20門
- アンテノル (Antenor) - 1835年、20門
- パリヌール (Palinur) - 1836年、20門
- ノーヴァヤ・ゼムリャー (Novaya Zemlya) - 1819年、16門
- カストール（ロシア語版） (Kastor / Кастор) - 1829年、18門
- ノーヴァヤ・ゼムリャー (Novaya Zemlya) - 1845年、16門

### クリッパー
- ジギート (Dzhigit) - 1856年、6門
- ストレローク (Strelok) - 1856年、6門
- オプリーチュニク (Oprichnik) - 1856年、6門
- ナエーズニク (Naezdnik) - 1856年、6門
- ラズボーイニク (Razboynik) - 1856年、6門
- フサードニク (Vsadnik) - 1860年、5門
- アーブレク (Abrek) - 1860年、5門
- ガイダマーク (Gaydamak) - 1860年、7門
- アルマース (Almaz) - 1861年、7門
- ジェームチュク (Zhemchug) - 1861年、7門
- イズムルート (Izumrud) - 1862年、7門
- ヤーホント (Yakhont) - 1862年、7門
- クレーイセル (Kreyser) - 1873年
- ジギート (Dzhigit) - 1874年
- ナエーズニク (Naezdnik) - 1877年
- プラストゥーン (Plastun) - 1877年
- ラズボーイニク (Razboynik) - 1877年
- ヴェースニク (Vestnik) - 1878年
- ストレローク (Strelok) - 1878年
- オプリーチュニク (Oprichnik) - 1879年

### ラガー
- ペテルゴーフ (Petergof) - 1829年、10門
- オラニエンバーウム (Oranienbaum) - 1849年、12門

### カッター
- スナポプ (Snapop) - 1837年、12門
- コープチク (Kopchik) - 1851年

### ヨット
- コースチャ (Kostya) - 1834年、4門
- ザテーヤ (Zateya)
- コロレーヴァ・ヴィクトーリヤ (Koroleva Viktoriya) - 1846年
- ヴォルナー (Volna) - 1848年
- ネヴァー (Neva) - 1849年、12門
- アレクサンドリーヤ (Aleksandriya) - 1851年 ※ 機走
- ニクサ (Niksa) - 1852年
- ストレーリナ (Strelna) - 1857年 ※ 機走
- シュタンダールト (Shtandart) - 1858年、8門 ※ 機走
- チーグル (Tigr) - 1858年、4門 ※ 機走
- ザバーヴァ (Zabava) - 1860年

### ランチ
- オーブルチェフ (Obruchev) - 1852年、2門 ※ 機走

### 機走砲艦
- ステールリャチ (Sterlyad) - 1854年、3門
- モールニヤ (Molnia) - 1855年、3門
- トゥマーン (Tuman) - 1855年、3門
- ザビヤーカ (Zabiyaka) - 1855年、3門
- ブルーン (Burun) - 1855年、3門
- トゥーチャ (Tucha) - 1855年、3門
- リハーチ (Likhach) - 1855年、3門
- フヴァート (Khvat) - 1855年、3門
- ヴィーフリ (Vikhr) - 1855年、3門
- ドーシュチ (Dozhd) - 1855年、3門
- ポストレール (Postrel) - 1855年、3門
- スネーク (Sneg) - 1855年、3門
- グラート (Grad) - 1855年、3門
- ザルニーツァ (Zarnitsa) - 1855年、3門
- ポルィーフ (Poryv) - 1855年、3門
- グローム (Grom) - 1855年、3門
- ブヤーン (Buyan) - 1855年、3門
- ズープ (Zyb) - 1855年、3門
- ヴォルナー (Volna) - 1855年、3門
- ソルヴァネーツ (Sorvanets) - 1855年、3門
- バラグール (Balagur) - 1855年、3門
- シチョーゴリ (Shchyogol) - 1855年、3門
- ゴーゴリ (Gogol) - 1855年、3門
- ブーリャ (Burya) - 1855年、3門
- トルチェヤー (Tolcheya) - 1855年、3門
- シュクヴァール (Shkval) - 1855年、3門
- コマール (Komar) - 1855年、3門
- ヨールシ (Yorsh) - 1855年、3門
- コープチク (Kopchik) - 1855年、3門
- シュメーリ (Shmel) - 1855年、3門
- シチューカ (Shchuka) - 1855年、3門
- コールシュン (Korshun) - 1855年、3門
- プチェラー (Pchela) - 1855年、3門
- オサー (Osa) - 1855年、3門
- ルサールカ (Rusalka) - 1855年、3門
- ヴェーチマ (Vedma) - 1855年、3門
- ポヴェーサ (Povesa) - 1855年、3門
- プロカーズニク (Prokaznik) - 1855年、3門
- オスョートル (Osyotr) - 1855年、3門
- シャルーン (Shalun) - 1855年、3門
- ドモヴォーイ (Domovoy) - 1856年、3門
- イーネイ (Iney) - 1856年、3門
- プリボーイ (Priboy) - 1856年、3門
- モロース (Moroz) - 1856年、3門
- プラーミャ (Plamya) - 1856年、3門
- レーシイ (Leshiy) - 1856年、3門
- プリリーフ (Priliv) - 1856年、3門
- オトリーフ (Otliv) - 1856年、3門
- グーム (Gul) - 1856年、3門
- ドィーム (Dym) - 1856年、3門
- マーレヴォ (Marevo) - 1856年、3門
- ロサー (Rosa) - 1856年、3門
- バーバ・ヤガー (Baba-yaga) - 1856年、3門
- オーボロテニ (Oboroten) - 1856年、3門
- ズヴォーン (Zvon) - 1856年、3門
- メーフ (Mech) - 1856年、3門
- パーンツィリ (Pantsyr) - 1856年、3門
- シチート (Shchit) - 1856年、3門
- セキーラ (Sekira) - 1856年、3門
- ザーレヴォ (Zarevo) - 1856年、3門
- トレースク (Tresk) - 1856年、3門
- ミャテーリ (Myatel) - 1856年、3門
- ヴィーストレル (Vystrel) - 1856年、3門
- ヴズルィーフ (Vzryv) - 1856年、3門
- コリチューガ (Koltchuga) - 1856年、3門
- チャイカ (Tchaika) - 1856年、3門
- カルテーチ (Kartetch) - 1856年、3門
- ブローニャ (Bronya) - 1856年、3門
- ヤドロー (Yadro) - 1856年、3門
- コピヨー (Kopyo) - 1856年、3門
- シュレーム (Shlem) - 1856年、3門
- ヴィユーガ (Vyuga) - 1856年、3門
- ピシチャーリ (Pishchal) - 1856年、3門
- コルチャーン (Kolchan) - 1856年、3門
- ルーク (Luk) - 1856年、3門
- チュレーニ (Tyulen) - 1860年、1門
- モールシュ (Morzh) - 1860年、5門
- オープィト (Opyt) - 1861年、1門 ロシア初の装甲艦

### 輸送艦
- アストラバート (Astrabad)
- モロガ (Mologa) - 1835年、4門
- ケム (Kem) - 1846年
- ドゥナーイ (Dunai) - 1847年、6門
- ポルティサ (Portitsa) - 1849年、2門
- キリラ (Kilia) - 1849年、4門
- ソロヴェツスク (Solovetsk) - 1849年
- レニー (Renny) - 1850年、2門
- アランド (Aland) - 1851年
- ドネーストル (Dnestr) - 1851年、4門
- バラクラーヴァ (Balaklava) - 1851年、4門
- ドヴィナー (Dvina) - 1852年 ※ 機走
- クラ (Kura) - 1852年、7門 ※ 機走
- フェオドーシヤ (Feodosia) - 1853年、14門
- アルテルシチク (Artelshchik) - 1858年 ※ 機走
- ヴォーイン (Voin) - 1858年、4門 ※ 機走
- カルムィーク (Kalmyk) - 1858年、8門 ※ 機走
- タターリン (Tatarin) - 1858年、10門 ※ 機走
- ヤポーネツ (Yaponets) - 1858年、2門 ※ 機走
- マンジュール (Mandzhur) - 1858年、2門 ※ 機走
- レズギーン (Lezgin) - 1859年、10門 ※ 機走
- キルギース (Kirgiz) - 1859年、10門 ※ 機走

### 蒸気航走艦
- イジョーラ (Inzhora) - 1826年、8門
- ポスペーシュヌイ (Pospeshny) - 1837年
- ラードガ (Ladoga) - 1838年
- ネヴェカ (Nevka) - 1838年
- スミールヌイ (Smirny) - 1844年
- フォンターンカ (Fontanka) - 1845年
- タルキ (Tarki) - 1845年、8門
- ツロク (Turok) - 1846年、2門
- ケズベク (Kazbek) - 1848年、6門
- タマン (Taman) - 1849年、2門
- スルイン (Sulin) - 1849年、2門
- オルディナレツ (Ordinarets) - 1849年、2門
- グラフ・ヴルノチェンコ (Graf Vronchenko) - 1850年
- プルト (Prut) - 1851年、8門
- イルメム (Ilmem) - 1852年
- ヤーストレプ (Yastreb) - 1852年
- オネガ (Onega) - 1852年
- ウラール (Ural) - 1852年、8門
- ペロヴスキー (Perovsky) - 1852年、5門
- ヴェストヴォイ (Vestovoy) - 1853年
- アルグーニ (Argun) - 1853年
- ヴィボルグ (Vyborg) - 1855年
- ポレズニ (Polezny) - 1855年
- クリエール (kuryer) - 1856年
- アスタラ (Astara) - 1856年、6門
- ブルラキ (Burlak) - 1856年、2門
- アーストラハニ (Astrakhan) - 1856年、8門
- ヴェルビウド (Verblud) - 1856年
- インケルマン (Inkerman) - 1857年、4門
- デルベント (Derbent) - 1857年
- アムール (Amur) - 1857年、5門
- レーマ (Lena) - 1857年
- オノン (Onon) - ??年
- ゼヤ (Zeya) - ??年
- ツシタ (Tchita) - ??年
- インゴダ (Ingoda) - ??年
- シルカ (Shilka) - ??年
- ジェネラル・コルサルコヴ (General Korsakov) - ??年
- サモエート (Samoed) - 1858年
- ラスイリー (Rassylny) - 1860年
- ラボティンク (Rabotnik) - 1865年

## 近代海軍（ロシア帝国海軍）
斜線は第二次世界大戦(大祖国戦争)に参加した艦艇

### 装甲艦
- セヴァストポリ（ロシア語版）(Sevastopol / Севастополь)
- ペルヴェネツ級 - 3隻：1892年より沿岸防衛装甲艦（海防戦艦）に分類。装甲艦としての任務を終えた後、艀に改造された。
  - ペルヴェネツ（英語版） (Pervenez / Первенец)
  - ネ・トロン・メニア（英語版、ロシア語版） (Ne Tron Menya / Не тронь меня)
  - クレムル（英語版） (Kreml / Кремль)

モニター艦
- ウラガーン級（ロシア語版）※砲塔装甲艇 (Броненосные башенные лодки типа) - 10隻 
  - ウラガーン（ロシア語版）(Uragan / Ураган)
  - ブレニノーセツ（ロシア語版）(Bronenosets / Броненосец)
  - イヂナローグ（英語版）(Edinorog / Единорог)
  - カルドゥン（英語版）(Koldun / Колдун)
  - ラトニク（ロシア語版）(Latnik / Латник)
  - ラーヴァ（英語版）(Lava / Лава)
  - ペルーン（英語版）(Perun / Перун)
  - ストレリツィ（ロシア語版）(Strelets / Стрелец)
  - ティフォン（英語版）(Tifon / Тифон)
  - ヴィシューン（英語版）(Veschun / Вещун)

- スメルチ（英語版）(Smerch / Смерч)
- チャロデイカ級（英語版）※砲塔装甲艇 - 2隻、
  - チャロデイカ（英語版）(Charodeika / Чародейка)
  - ルサールカ（ロシア語版）(Rusalka / Русалка)
- アドミラール・ラザレフ級（英語版）※ 砲塔装甲フリゲート (броненосный башенные фрегат) - 2隻
  - アドミラール・ラザレフ（ロシア語版）(Admiral Lazarev / Адмирал Лазарев)
  - アドミラール・グレイグ（英語版）(Admiral Greig / Адмирал Грейг)
- アドミラール・スピリードフ級（英語版） ※ 砲塔装甲フリゲート - 2隻
  - アドミラール・スピリードフ（英語版）(Admiral Spiridov / Адмирал Спиридов)
  - アドミラール・チチャゴフ（ロシア語版）(Admiral Chichagov / Адмирал Чичагов)
- ノヴゴロド (Novgorod / Новгород)
- ヴィツェ・アドミラール・ポポフ（英語版）(Vitse-admiral Popov / Вице-адмирал Попов)

### 戦艦
草創期の戦艦
- ピョートル・ヴェリーキー (Petr Velikiy / Пётр Великий)　※ モニター艦、装甲艦、艦隊装甲艦
- エカテリーナ2世級 - 4隻 ※ 装甲艦、艦隊装甲艦
  - エカチェリーナ2世 (Ekaterina II / Екатерина II)
  - チェスマ（ロシア語版、英語版）(Chesma / Чесма)
  - シノープ（英語版）(Sinop / Синоп)
  - ゲオルギー・ポベドノーセツ (Georgii Pobiedonosiets / Георгий Победоносец)
- インペラートル・アレクサンドル2世級（英語版） - 2隻 ※ 装甲艦、艦隊装甲艦
  - インペラートル・アレクサンドル2世 (Imperator Aleksander II / Император Александр II)
  - インペラートル・ニコライ1世 (Imperator Nikolai I / Император Николай I) ※ 後に日・『壱岐』
- ドヴィエナザット・アポストロフ (Dvienadtsat Apostolov / Двенадцать апостолов)※ 装甲艦、艦隊装甲艦
- ナヴァリン (Navarin / Наварин) ※ 装甲艦、艦隊装甲艦
- トリー・スヴャチーチェリャ (Tri Sviatitielia / Три Святителя) ※ 装甲艦、艦隊装甲艦
- シソイ・ヴェリキィー (Sisoi Velikii / Сисо́й Вели́кий) ※ 装甲艦、艦隊装甲艦

前弩級戦艦
- ペトロパヴロフスク級 - 3隻 ※ 艦隊装甲艦、戦列艦
  - ペトロパヴロフスク (Petropavlovsk / Петропавловск)
  - ポルタヴァ (Poltava / Полтава)
  - セヴァストーポリ (Sevastopol / Севастополь)
- ロスティスラヴ (Rostislav / Ростислав) ※ 艦隊装甲艦、戦列艦
- ペレスヴェート級 - 3隻 ※ 艦隊装甲艦、巡洋艦
  - ペレスヴェート (Peresviet / Пересвет)
  - オスリャービャ (Oslyabya / Ослябя)
  - ポベーダ (Pobieda / Победа)
- ポチョムキン＝タヴリーチェスキー公 (Knyaz Potemkin-Tavricheskii / Князь Потёмкин-Таврический) ※ 艦隊装甲艦、戦列艦。
- レトヴィザン (Retvisan / Ретвизан)  ※ 艦隊装甲艦
- ツェサレーヴィチ (Tsesarevich / Цесаре́вич) ※ 艦隊装甲艦、戦列艦
- ボロジノ級 - 5隻 ※ 艦隊装甲艦、戦列艦
  - ボロジノ (Borodino / Бородино)
  - インペラートル・アレクサンドル3世 (Imperator Aleksander III / Император Александр III)
  - クニャージ・スヴォーロフ (Kniaz Suvarov / Князь Суваров)
  - スラヴァ (Slava / Слава)
  - オリョール (Orel / Орел) ※ 後に日・『石見』

準弩級戦艦
- エフスターフィイ級 - 2隻 ※ 艦隊装甲艦、戦列艦
  - エフスターフィイ (Evstafii / Евстафий)
  - イオアン・ズラトウースト (Ioann Zlatoust / Иоанн Златоуст)
- インペラートル・パーヴェル1世級 - 2隻 ※ 艦隊装甲艦、戦列艦
  - インペラートル・パーヴェル1世（英語版）(Imperator Pavel I / Император Павел I)
  - アンドレイ・ペルヴォズヴァーンヌィ（英語版） (Andrei Pervozvanny / Андрей Первозванный)

弩級戦艦
- ガングート級 - 4隻 ※ 戦列艦
  - ガングート (Gangut / Гангут)
  - ペトロパブロフスク (Petropavlovsk / Петропавловск)』
  - セヴァストーポリ (Sevastopol / Севастополь)
  - ポルタヴァ (Poltava / Полтава)
- インペラトリッツァ・マリーヤ級 - 3隻（1隻建造中止） ※ 戦列艦
  - インペラトリッツァ・マリーヤ（英語版、ロシア語版） (Imperatritsa Mariya / Императрица Мария)
  - インペラトリツァ・エカチェリーナ・ベリーカヤ (Imperatritsa Ekaterina Velikaya / Императрица Екатерина Великая)
  - インペラートル・アレクサンドル3世 (Imperator Aleksander III / Император Александр III)
  - インペラートル・ニコライ1世 （建造中止）

海防戦艦
- ガングート (Gangut / Гангут)　※ 装甲艦、艦隊装甲艦
- アドミラル・ウシャコフ級 - 3隻
  - アドミラル・ウシャコフ (Admiral Ushakov / Адмирал Ушаков)
  - アドミラル・セニャーヴィン (Admiral Senyavin / Адмирал Сенявин) ※ 後に日・『見島』
  - ゲネラル＝アドミラル・アプラクシン (General-admiral Apraksin / Генерал-адмирал Апраксин)、※ 後に日・『沖島』

巡洋戦艦
- ボロディノ級 - 0隻（建造中止）

### 巡洋艦
非防護巡洋艦
- パーミャチ・メルクーリヤ (Pamiat Merkuria) ※ 巡洋艦、一等巡洋艦
- アルマース(Almaz) ※ 二等巡洋艦、1907年より通報艦

防護巡洋艦
- ヴィーチャシ級 - 2隻 ※ 防護コルベット、一等巡洋艦
  - ヴィーチャシ (Vitiaz‘)、ルィーンダ (Rynda)
- アドミラール・コルニーロフ (Admiral Kornilov) ※ 一等巡洋艦、二等巡洋艦
- スヴェトラーナ (Svetlana) ※ 一等巡洋艦
- ヂアーナ級 - 3隻 ※ 一等巡洋艦、巡洋艦
  - ヂアーナ (Diana)、パルラーダ (Pallada)、アヴローラ (Avrora)
- ヴァリャーグ(Varyag) ※ 一等巡洋艦、巡洋艦
- アスコーリト(Askol‘d) - 1隻
- ボガトィーリ級 - 4隻 (1隻建造中止) ※ 一等巡洋艦、巡洋艦
  - ボガトィーリ (Bogatyr‘)、カグール (Kagul)、オチャーコフ (Ochakov)、オレーク (Oleg)、ヴィーチャシ (Vitiaz‘)※ 建造中止：
- ノヴィーク (Novik) ※ 二等巡洋艦
- ボヤーリン (Boyarin) ※ 二等巡洋艦
- ジェームチュク級 - 2隻 ※ 二等巡洋艦
  - ジェームチュク (Zyemchug)、イズムルート (Izmrud)
- プルート ※ 巡洋艦

装甲巡洋艦
- ゲネラール＝アドミラール級 - 2隻 ※ 半装甲コルベット、半装甲フリゲート、一等巡洋艦
  - ゲネラール＝アドミラール、エジンブールクスキー公
- ポジャールスキー公級 - 2隻 ※ 装甲コルベット、装甲フリゲート、一等巡洋艦
  - ポジャールスキー公、ミーニン (Minin)
- ドミートリー・ドンスコイ級 - 2隻 ※ 半装甲フリゲート、一等巡洋艦
  - ウラジーミル・モノマフ、ドミートリー・ドンスコイ
- アドミラル・ナヒモフ (Admiral Nakhimov) ※ 巡洋艦、一等巡洋艦
- パーミャチ・アゾーヴァ (Pamiat' Azova) ※ 半装甲フリゲート、一等巡洋艦
- リューリク (Ryurik) ※ 半装甲フリゲート、一等巡洋艦
- ロシア (Russia) ※ 一等巡洋艦、装甲巡洋艦、巡洋艦
- グロモボーイ(Gromoboi) ※ 一等巡洋艦、装甲巡洋艦、巡洋艦
- バヤーン級 - 4隻 ※ 一等巡洋艦、装甲巡洋艦、巡洋艦
  - バヤーン (Bayan)、アドミラール・マカーロフ (Admiral Makarov)、パルラーダ (Pallada)、バヤーン (Bayan)
- リューリク - 1隻 (2隻建造中止) ※ 装甲巡洋艦、巡洋艦
  - リューリク (Ryurik)

水雷巡洋艦
以下の艦は1907年の改正で通報艦に類別された。
- レイテナーント・イリイーン級
  - レイテナーント・イリイーン（1886年）
  - カピターン・サーケン（1889年）
- カザールスキイ級(グリーデニ級)（ドイツ帝国・シーハウ社製）
  - カザールスキイ（1890年）
  - ヴォエヴォーダ（1891年）
  - ポサードニク（1892年）
  - フサードニク（1893年）
  - ガイダマーク（1893年）
  - グリーデニ（1893年）
- アーブレク（1895年、イギリス・クレイトン社製）

以下の艦は、いずれもドイツ帝国で設計された準同型艦である。1907年10月10日の改正で艦隊水雷艇に類別された。
- ウクライナ級 - 8隻
  - ウクライナ、ヴォイスコヴォイ、トルフメーネツ、カザーネツ、ステレグーシチイ、ストラーシュヌイ、ドンスコーイ・カザーク、ザバイカーレツ
- フィーン級 - 4隻
  - フィーン、エミール・ブハールスキイ、モスクヴィチャーニン、ドブロヴォーレツ
- オホートニク級 - 4隻
  - オホートニク、ポグラニーチュニク、ゲネラール・コンドラチェーンコ、シビールスキイ・ストレローク
- フサードニク級 - 4隻
  - フサードニク、ガイダマーク、アムーレツ、ウスーリエツ
- レイテナーント・シェスタコーフ級 - 4隻
  - レイテナーント・シェスタコーフ、カピターン・サーケン、カピターン＝レイテナーント・バラーノフ、レイテナーント・ザツァリョーンヌイ

敷設巡洋艦
- 1915年案 - 0隻 (4隻計画中止)

機雷敷設艦
- プルート

### ヨット・通報艦
- デルジャーヴァ (Derzhava) - 1871年
- ゴループカ (Golubka) - 1872年
- エレクリク (Ereklik) - 1872年
- ツァレーヴナ (Tsarevna) - 1874年
- リヴァージヤ (Livadiya) - 1875年
- マレーヴォ (Marevo) - 1878年
- リヴァージヤ (Livadiya) - 1880年
- ポリャールナヤ・ズヴェズダー (Polyarnaya zvezda) - 1891年
- ストレラー (Strela) - 1891年
- スタンダルト (Shtandart) - 1896年
- アレクサンドリーヤ (Aleksandriya) - 1896年
- ネヴァー (Neva) - 1906年
- ペテルブルク (Peterburg) ※ 1907年まで輸送艦
- コルヒーダ (Kolkhida) - 1907年
- アスタールタ (Astarta) - 1915年

### 駆逐艦[1]
- ノヴィーク級（英語版） - 1911年
- デルズキー級（英語版） - 1913年
- シャッスリビー級（ロシア語版） - 1914年
- オルフェイ級（英語版） - 1914年
- レイチェナント・イリイン級（ロシア語版） - 1916年
- ガブリル級
- イズアスラフ級（英語版） - 1915年
- ゴーグラント級
- フィドニシー級（英語版） - 1916年

### 水雷艇
- ペールノフ級 - 25隻
- ソーコル級 - 27隻、うち5隻がフィンランド海軍にてS級水雷艇として運用された。
- ブイヌイ級駆逐艦 - 10隻(ロシア呼称では水雷艇、1907年より艦隊水雷艇）
  - ブイヌイ、ボイキイ、ブラヴィ、ブルヌイ、ブイスツルイ、ブレスチャーシチー、ベドーヴイ、ボールドルイ、ベズプリョーチヌイ、ヴィドヌイ
- レイチェナント・ブラコフ - 旧清国海龍級駆逐艦

### 潜水艦
- デルフィン - 1903年
- ソム級 - 7隻、1904年
- AG級（ホランド602型）

## 近代海軍（ソ連海軍以降）
第二次大戦中に計画された艦艇には斜線をつける。

### 主力艦

#### 戦艦
弩級戦艦
- 旧・伊コンテ・ディ・カブール級 - 1隻 ※ 戦列艦、賠償艦
  - ノヴォロシースク (Novorossiysk) ※旧・『ジュリオ・チェザーレ (Giulio Cesare)』

超弩級戦艦
- 旧・英リヴェンジ級 - 1隻 ※ 戦列艦、貸与
  - アルハンゲリスク (Arkhangelsk) ※旧・『ロイヤル・サブリン (Royal Sovereign)』

- ソビエツキー・ソユーズ級 - 0隻 (4隻建造中止、4隻計画中止) ※ 戦列艦[2]
  - ※ 建造中止：
    - ソビエツキー・ソユーズ (Sovetskiy Soyuz)、ソビエツカヤ・ウクライナ (Sovyetskaya Ukraina)、ソビエツカヤ・ベロルシア (Sovyetskaya Byelorussiya)、ソビエツカヤ・ロシア (Sovyetskaya Rossiya)

航空戦艦
- 10581号計画艦 - 0隻 (計画中止)[3]

#### 航空母艦
正規空母
- 72号計画艦 - 0隻 (計画中止)
- PB-101(ПБ-101) ※旧・グラーフ・ツェッペリン ※賠償艦
- アドミラル・クズネツォフ級 - 1隻 (1隻建造中止) ※ ソ呼称：重航空巡洋艦
  - アドミラル・クズネツォフ (Admiral Kuznetsov)※ 就役前の艦名はトビリシ (Tbilisi)
  - ヴァリャーグ (Varyag) 元の名前はリガ (Riga) ※ 建造中止

- 原子力空母
- 1153型原子力重航空巡洋艦 - 1隻 (計画中止)
  - オリョール(Orel)
- 1160型原子力重航空巡洋艦  - 0隻 (計画中止)

- ウリヤノフスク級 - 0隻 (1隻建造中止、3隻計画中止) ※ ソ呼称：重航空巡洋艦
  - ウリヤノフスク(Ulyanovsk)※ 建造中止

軽空母
- 71号計画艦 - 0隻 (2隻計画中止)

V/STOL空母
- キエフ級 - 3隻(1隻計画中止) ※ ソ呼称：重航空巡洋艦
  - キエフ (Kiev)、ミンスク (Minsk)、ノヴォロシースク (Novorossiysk)
- アドミラル・ゴルシコフ （改キエフ級）※ ソ呼称：重航空巡洋艦、元の名前は『バクー(Baku)』
- 11780型原子力重航空巡洋艦

ヘリ空母
- モスクワ級 - 2隻 ※ ソ呼称：対潜巡洋艦
  - モスクワ (Moskva)、レニングラード (Leningrad)

### 水上戦闘艦艇

#### 巡洋艦
軽巡洋艦
- スヴェトラーナ級 - 3隻（5隻建造中止） ※ 巡洋艦
  - クラースヌィイ・クルィーム、元の艦名はプロフィンテルン、その前の艦名はスヴェトラーナ。
  - チェルヴォーナ・ウクライナ元の艦名はヘチマン・ボブダン・フメリニツキー、更にその前の艦名はアドミラル・ナヒーモフ。
  - クラースヌイ・カフカース　元の艦名はヘーチマン・ペドロー・ドロシェーンコ、就役時の艦名はアドミラル・ラーザレフ。この艦名は2度使われた。後に重巡洋艦に艦種変更される。
  - ※ 建造中止
  - アヴローラ（建造中止）アヴローラ　その前はヴォロシーロフ、更に前はプラーウダ　就役時はアドミラール・ブタコーフ。
  - グロズネーフチ（建造中止、タンカーとして完成。）当初の艦名はアドミラール・スピリードフ。
  - アズネーフチ（建造中止、タンカーとして完成）当初の艦名はアドミラール・グレーイク。
  - ヘーチマン・ペドロー・コナシェーヴィチ＝サハイダーチュヌィイ（建造中止）元の艦名はアドミラール・イストーミン。
  - クラース・シェウチェーンコ（建造中止）　元の艦名はアドミラール・コルニーロフ。

- ムラヴィヨフ・アムールスキー伯級 - 0隻 (2隻ドイツで建造中に接収される) ※ 巡洋艦:ムラヴィヨフ・アムールスキー伯 (Graf Muraviev Amurskiy)、アドミラール・ネヴェリスコーイ (Admiral Newelskoy)

- キーロフ級 - 2隻 (2隻設計変更)
  - キーロフ (Kirov)、ヴォロシーロフ (Voroshilov)
  - ※ 設計変更：
    - 3 - 4番艦 →マクシム・ゴーリキー級へ

- マクシム・ゴーリキー級 - 4隻
  - マクシム・ゴーリキー (Maksim Gorkiy)、モロトフ (Molotov)、カリーニン (Kalinin)、カガーノヴィチ (Kaganovich)

- チャパエフ級 - 5隻 (3隻建造中止):チャパエフ (Chapaev)、ジェレズニャコフ (Zheleznyakov)、フルンゼ (Frunze)、クイビシェフ (Kuibyshev)、コムソモーレツ (Komsomolets)※ 元の名前は『チュカロフ (Chkalov)』
  - ※ 建造中止：
    - オルジョニキーゼ (Ordzhonikidze)、スヴェルドルフ (Sverdlov)、艦名不明1隻

- スヴェルドルフ級 - 14隻 (6隻建造中止、4隻計画中止)
  - スヴェルドルフ (Sverdlov)、ジュダノフ (Zhdanov)、アドミラル・ラザレフ (Admiral Lazarev)、アドミラル・ウシャコフ (Admiral Ushakov)、アドミラル・セニャーウィン (Admiral Senyavin)、ドミトリイ・ポザールスキー (Dmitry Pozharski)、オルジョニキーゼ (Ordzhonikidze)、アレクサンドル・ネフスキー (Alefsandr Nevski)、アレクサンドル・スウォロフ (Aleksandr Suvorov)、オクチャブルスカヤ・レヴォルチア (Oktyabrskaya Revolutsiya)、ムルマンスク (Murmansk)、ジェルジンスキー (Dzerzhinski)、アドミラル・ナヒモフ (Admiral Nakhimov)、ミハイル・クトゥーゾフ (Mikhail Kutuzov)
  - ※ 建造中止：
    - ワリヤーグ (Varyag)

重巡洋艦
- ボロディノ級 - 0隻 (4隻建造中止)
  - ※ 建造中止：
    - ボロディノ (Borodino)、イズメイル (Izmail)、キンブルン (Kinburn)、ナヴァリン (Navarin)

- クロンシュタット級/69号(Ⅰ)級 - 0隻 (16隻建造中止)[4]
  - ※ 建造中止：
    - クロンシュタット (Kronstadt)、セヴァストーポリ (Sevastopol)他、14隻

- スターリングラード級 - 0隻 (3隻建造中止、1隻計画中止)
  - ※ 建造中止：
    - スターリングラード (Stalingrad)、モスクワ (Moskva)、クロンシュタット (Kronstadt)

ミサイル巡洋艦
- キンダ型 - 4隻 ※ ソ呼称：58型ミサイル巡洋艦
  - グロズニイ (Grozny)、アドミラル・フォーキン (Admiral Forkin)、アドミラル・ゴロブコ (Admiral Golovko)、ワリヤーグ (Varyag)
- クレスタI型 - 4隻 ※ ソ呼称：1134型ミサイル巡洋艦
  - アドミラル・ゾズーリャ (Admiral Zozulya)、ウラジオストック (Vladivostok)、ヴィッセ・アドミラル・ドロズド (Vitse-Admiral Drozd)、セヴァストポール (Sevastopol)
- クレスタII型 - 10隻 ※ ソ呼称： 1134A型大型対潜艦
  - クロンシュタット (Kronshtadt)、アドミラル・イサコフ (Admiral Isakov)、アドミラル・ナヒモフ (Admiral Nakhimov)、アドミラル・マカロフ (Admiral Makarov)、マーシャル・ウォロシーロフ (Marshal Voroshilov)、
  - アドミラル・オクチャブルスキー (Admiral Oktyabr'skiy)、アドミラル・イサチェンコフ (Admiral Isachenkov)、マーシャル・ティモシェンコ (Marshal Timoshenko)、ワシリイ・チャパエフ (Vasily Chapaev)、アドミラル・ユマシェフ (Admiral Yumashev)
- カーラ型 - 7隻 ※ ソ呼称：1134B型大型対潜艦
  - ニコライエフ (Nikolaev)、オチャーコフ（ロシア語版、英語版） (Ochakov)、ケルチ (Kerch)、アゾフ (Azov)
  - ペトロパブロフスク (Petropavlovsk)、タシュケント (Tashkent)、タリン (Talin)
- スラヴァ級 - 3隻 (1隻建造中止) ※ ソ呼称：1164型ミサイル巡洋艦
  - スラヴァ (Slava)
  - マールシャル・ウスチノフ (Marshal Ustinov)
  - ヴァリャーク (Varyag)
- キーロフ級 - 4隻 (1隻建造中止、2 - 4隻計画中止) ※ ソ呼称：1144型重原子力ミサイル巡洋艦
  - アドミラル・ウシャーコフ (Admiral Ushakov) ※元の名前は『キーロフ (Kirov)』、アドミラル・ラザレフ (Admiral Lazarev) ※元の名前は『フルンゼ (Frunze)』、アドミラル・ナヒーモフ (Admiral Nakhimov) ※元の名前は『カリーニン (Kalinin)』、ピョートル・ヴェリキー (Pyotr Velikiy) ※元の名前は『ユーリ・アンドロポフ (Yuri Andropov)』
  - ※ 建造中止：
    - アドミラル・クズネツォフ (Admiral Kuznetsov) ※元の名前は『ジェルジンスキー (Dzerzhinsky)』

  - ※ 計画中止
    - ロシア (Russia)、ジダーノフ (zidanov)、スヴェルドロフ (sveldlof)、ジェレスニャコフ (zelesnyacov)

#### 駆逐艦
ロシア帝国時代に就役した旧式の駆逐艦も投入された。その時代から就役している艦級は第二次世界大戦時も在籍していた艦名のみ表記する。
- ノヴィーク級 - 1隻
  - ヤコフ・スヴェルドロフ

- デルズキー級 - 1隻
  - フルンゼ(元、ビストリ)

- イズアスラフ級 - 2隻
  - カール・マルクス(元、イズアスラフ)、カリーニン(元、プリミスラヴ)

- フィドニシ級 - 4隻
  - ジェルジンスキー(元、カリアクリア)、PKZ-62(元、ジェレスヤコフ。その前はペトロフスキー、更にその前はコルフ)、シャウミャン(元、レフカス)、ネザモジニク(元、ネザモジニ。その前はザンテ)

- オーフェイ級 - 9隻
  - カール・リープクネヒト(元、キャピタンベリ)、レーニン(元、カピタン・ジルメテフ)、リコフ(元、カピタンカーン)、ヴォイコフ(元、イリン・ルナテン)、アルテム(元、アザール)、エンゲルス(元、デスナ)、ヴォロダルスキ(ポビディテル)、スターリン(元、サムソン)、ウリツキー(元、ザビヤカ)

- シャッスリビー級 - 1隻
  - フルンツェ

- レニングラード級駆逐艦 - 3隻
  - レニングラード、ハリコフ、モスクワ

- ミンスク級駆逐艦 - 3隻
  - ミンスク、トビリシ、バクー

- グネフヌイ級駆逐艦  - 30隻（6隻建造中止）
  - グローズヌイ、グロームキイ、グレミャーシチィ、ストレミーテリヌイ、ソクルシーテリヌイ、グネーヴヌイ、グロジャーシチイ、ゴールドィイ、ステレグーシチイ、スメトリーヴイ、ボールドルイ、ブィーストルイ、ボーイキイ、ベスポシチャードヌイ、ベズプレーチュヌイ、ブジーテリヌイ、レーズヴイ、レシーテリヌイ、ラストロープヌイ、ラズャーシチイ、リヤーヌイ、レースキイ、レチーヴイ、レーヴノスヌイ、ラズヤリョーンヌイ、レコールドヌイ、レートキイ、ラズームヌイ
  - ※ 建造中止：ブールヌイ、ボエヴォーイ、ローフキイ、リョーフキイ、プロンジーテリヌイ、ポラジャーユシチイ

- ストロジェヴォイ級駆逐艦 - 18隻
  - ストロジェヴォイ、セルジートィイ、ストーイキイ、シーリヌイ、スムィシュリョーヌイ、スラーヴヌイ、スメールイ、スローヴイ、ソオブラジーテリヌイ、ストラーシュヌイ、スポソーヴヌイ、スヴィレープイ、スタートヌイ、スコールイ、ソヴェルシェーンヌイ、スヴォボードヌイ、ストローギイ、ストローイヌイ

- タシュケント級駆逐艦） - 1隻（3隻計画中止）
  - タシュケント

- オグネヴォイ級 - 11隻（13隻建造中止）
  - オグネヴォイ、ヴラースヌイ、ヴヌシーテリヌイ、ヴイノースリヴイ、オダリョーンヌイ、オゾルノイ、オスモトリーテリヌイ、オドヴァージュヌイ、オトリーチヌイ、オブラスツォーヴイ、スターリン

- スコーリイ級駆逐艦 - 70隻

- 35号計画型駆逐艦 - 0隻（2隻未着工、33隻建造中止）
  - ウダルニー、ショック(2隻とも未着工)

- 40号計画型駆逐艦 - 0隻（計画のみ）

- 45型（オピトヌイ） - 1隻
  - オピトヌイ

- キエフ級駆逐艦 - 0隻(10隻建造中止)
  - エレヴァン、キエフ、アルマ=マタ、アシュハバート、ペトロサヴォーツク、スタリナバート、アルハンゲリスク、ムールマンスク、オチャーコフ、ペレコープ

- タリン型- 1隻
  - ネウストラシムイ

- コトリン型駆逐艦（スポコーイヌイ級 - 6隻 ※ ソ呼称：56型駆逐艦
  - スポコーイヌイ、スヴェートルイ、スペーシュヌイ、ヴェースキイ、ブリヤーテリヌイ、ヴィーデルジャンヌイ

- 56-PLO型 - 12隻 ※ ソ呼称：56PLO型駆逐艦
  - ブレスチャーシチイ、ブィヴァーリヌイ、スヴェードゥシイ、ヴィズィヴァーユシチイ、スムィシュリョーヌイ、ベススレードヌイ、ヴドフノヴェーンヌイ、ブルリーヴイ、ヴォズムシチョーンヌイ、ブラゴロードヌイ、プラーメンヌイ、ナポリーストィイ

- 56-K型 - 1隻 ※ ソ呼称：56K型駆逐艦
  - ブラーヴイ

- 56-A型 - 8隻 ※ ソ呼称：56A型駆逐艦
  - スクロームヌイ、スクルィートヌイ、ソズナーテリヌイ、スプラヴェドリーヴイ、ネソクルシームイ、ナホーッチヴイ、ヴォズブジュジョーンヌイ、ナストーイチヴイ

- キルディン型駆逐艦- 1隻(1隻建造中止) ※ ソ呼称：56EM型駆逐艦
  - ネウヂェルジームイ、ネウクロチームイ(建造中止)

- キルディン改型駆逐艦- 3隻 ※ ソ呼称：56U型駆逐艦
  - ネウロヴィームイ、ベドーヴィイ、プロゾルリーヴィイ

- クルップニイ型駆逐艦- 2隻 ※ ソ呼称：57bis型駆逐艦
  - グネヴヌイ、ゴルディ

- カニン型駆逐艦 - 6隻 ※ ソ呼称：57A型駆逐艦
  - グレミャシチィ、ウポルヌイ、ツグチィ、ボイキィ、ゾルキィ、デルズキィ

- カシン型駆逐艦-14隻 ※ ソ呼称：61型大型対潜艦
  - コムソモーレツ・ウクライーヌィ、ソオブラジーチェリヌイ、プロヴォールヌイ、オグネヴォーイ、オブラスツォーヴィイ、オダリョーンヌイ、オトヴァージュヌイ、スラーヴヌイ、ストローイヌイ、スチェレグーシチイ、クラースヌイ・カフカース
  - レシーチェリヌイ、スムィシュリョーヌイ、ストローギイ、スメートリヴィイ、スメールイ、クラースヌイ・クルィーム、スポソーブヌイ、スコールイ、ズヂェールジャンヌイ、ズヂェールジャンヌイ、プロヴォールヌイ

- カシン改型駆逐艦- 6隻 ※ ソ呼称：61MP型大型対潜艦
  - オグネヴォーイ、スムィシュリョーヌイ、スメールイ、スラーヴヌイ、ストローイヌイ、スメートリヴィイ、スポソーブヌイ

- ウダロイI級駆逐艦-12隻 ※ ソ呼称：1155型大型対潜艦

- ウダロイII級駆逐艦-3隻(2隻建造中止) ※ ソ呼称：11551型大型対潜艦

- ソヴレメンヌイ級駆逐艦-25隻(4隻建造中止) ※ ソ呼称：956型艦隊水雷艇

#### フリゲート
- コラ型フリゲート- 8隻 ※ ソ呼称：42型警備艦
  - ソーコル、ベルクート、コンドル、グリフ、クレチェット、オルラン、リュー、チグル

- リガ型フリゲート-8隻 ※ ソ呼称：50型警備艦
  - ヒョウ、バー、ロゾマチャ、ソボール、バスク、クグアル、ジェノート、フィリン、リュン、コプチク、トゥルー、ロス、オリエン、SKR-76、SKR-69、SKR-70、SKR-71、SKR-72、SKR-73、SKR-74、SKR-54、SKR-75、SKR-77、SKR-80、SKR-81、SKR-10、SKR-4、SKR-5
  - SKR-8、SKR-14、SKR-15、SKR-59、SKR-60、SKR-61、SKR-62、SKR-64、SKR-55、SKR-65、SKR-68、SKR-56、SKR-50、ゴルノスタィ、パンテラ、リュース、ヤグアール、サリッチ、プーマ、フォルク、クニツァ、コルサク、ノルカ、ボロン、グリソン
  - SKR-51、SKR-52、SKR-53、SKR-57、SKR-58、SKR-63、SKR-66、SKR-67、ズブール、バイゾン、エイスト、ジエナ、ペリカン、ピングヴィン、ゲパルド

- ペチャ型フリゲート ※ ソ呼称：159型警備艦
- ミルカ型フリゲート ※ ソ呼称：35型警備艦
- コニ型フリゲート ※ ソ呼称：1159型警備艦
- ゲパルト型フリゲート ※ ソ呼称：11661型警備艦
- クリヴァク型フリゲート ※ ソ呼称：1135型警備艦
- ステレグシュチイ級フリゲート ※ ソ呼称：20380型警備艦
- ネウストラシムイ級フリゲート ※ ソ呼称：11540型警備艦
- アドミラル・ゴルシコフ級フリゲート ※ ソ呼称：22350型フリゲート
- グレミャーシュチィ級フリゲート ※ ソ連称：22385型警備艦
- 11356M型警備艦(アドミラル・グリゴロヴィチ級フリゲート) ※ ソ呼称：11356M型フリゲート
  - アドミラル・マカロフ (フリゲート艦)

#### コルベット
- ナヌチュカ型コルベット - 約40隻※ ソ呼称：1234型小型ミサイル艦
  - ナヌチュカ-I型（1234号計画艦） - 17隻:ブルヤ、ブリズ、ヴィクハル、ヴォルナ、グラード、グローザ、グローム、ザルニカ、モルニャ、シュクヴァル、ザリア、ミェトイェル、シュトールム、ラドゥーガ、ブルーン、ツィクローン、ヴイェトヤー、アイスベルク、チュチャ、ムソン、ウラガン
  - ナヌチュカ-II型（1234E号計画艦） - 10隻:ウラガン、プリボイ、プリリヴ、MRK-21、MRK-23、MRK-9、MRK-22、MRK-24、MRK-25、MRK-15
  - ナヌチュカ-III型（1234.1号計画艦） - 18隻:タイフン、スヒティル(←コムソモレツモルドヴィイ←ズイブ)、プリボイ、スメルチ、プリリヴ、イネイ(←スイェズド←リヴィエン)、ミラズフ、メテオル、ラスヴェト、ズイブ、ゲイゼル、モロズ、ラズリヴ、パサート、リヴィエン、ペレカト、ナルヴァ、スロベニア
  - ナヌチュカ-IV型（1234.2号計画艦） - 1隻:ナカト
- 1239型小型ミサイル艦(ダーガチ型SES型コルベット)
- ポチ型コルベット-66隻※ ソ呼称：204型小型対潜艦
- タランタル型コルベット-98隻※ ソ呼称：1241型大型ミサイル艇
- パルヒム型コルベット-12隻※ ソ呼称：133型小型対潜艦
- グリシャ型コルベット-90隻以上※ ソ呼称：1124型小型対潜艦
- ブーヤン型コルベット-13隻※ ソ呼称：21630型小型砲艦
- カラクールト型コルベット※ ソ呼称：22800型小型ミサイル艦

#### 小型戦闘艇
ミサイル艇
- 183R型小型ミサイル艇(コマール型ミサイル艇)
- 205型ミサイル艇(オーサ型ミサイル艇)
- 206MR型大型ミサイル艇（マトカ型ミサイル艇）

魚雷艇
- ANT-3級魚雷艇
- Sh-4級魚雷艇
- G-5級魚雷艇
- G-6級魚雷艇
- G-8級魚雷艇
- SM-3級魚雷艇
- SM-4級魚雷艇
- D-2級魚雷艇
- D-3級魚雷艇
- 123型bis魚雷艇
- M-123型魚雷艇
- 123型K魚雷艇
- 125型魚雷艇
- TM-200型魚雷艇
- TD-200型魚雷艇
- TD-200型bis魚雷艇

- 183型魚雷艇

- 206型大型魚雷艇
- 206M型大型魚雷艇

#### 戦利艦・貸与艦
軽巡洋艦
- オマハ級軽巡洋艦 - 1隻
  - ムルマンスク - 元アメリカ ミルウォーキー
- コンドッティエリ型軽巡洋艦 - 1隻
  - ケルチ - 元イタリア エマヌエレ・フィリベルト・デュカ・ダオスタ

駆逐艦
- 吹雪型駆逐艦　-1隻　
  - ヴェールヌイ (駆逐艦・初代)
- 秋月型駆逐艦　-1隻　
  - オスコール - 元日本 春月

警備艦
- タコマ級フリゲート - 28隻

モニター艦
- アゾフ級 (ru) - 元ルーマニア イオン・ブラティアヌ級
  - マリウポリ (ru) - 元ルーマニア アレクサンドル・ラホヴァリ

### 潜水艦

#### WW II期潜水艦
航洋潜水艦
- D型潜水艦 - 6隻:D-1、D-2、D-3、D-4、D-5、D-6
- P型潜水艦 - 3隻:P-1、P-2、P-3
- K型潜水艦 - 12隻:K1、K2、K3、K21、K22、K23、K51、K52、K53、K54、K55、K56

沿岸潜水艦
- SC型潜水艦 - 86隻
  - 第3系列:Sht-101 Sht-102 Sht-103 Sht-104
  - 第5系列:Sht-105 Sht-106 Sht-107 Sht-108 Sht-109 Sht-110 Sht-111 Sht-112 Sht-113 Sht-114 Sht-115 Sht-116
  - 第5系列bis:Sht-117 Sht-118 Sht-119 Sht-120 Sht-121 Sht-122 Sht-123 Sht-124 Sht-125 Sht-126 Sht-127 Sht-128 Sht-129
  - 第5系列bis2:Sht-130 Sht-131 Sht-132 Sht-133 Sht-134 Sht-135 Sht-136 Sht-137 Sht-138 Sht-139 Sht-201 Sht-202 Sht-203 Sht-204
  - 第10系列:Sht-205 Sht-206 Sht-207 Sht-208 Sht-209 Sht-210 Sht-211 Sht-212 Shch-213 Shch-214 Shch-215 Sht-301 Sht-302 Sht-303 Sht-304 Sht-305 Sht-306 Sht-307 Sht-308 Sht-309 Sht-310 Sht-311 Sht-315 Sht-317 Sht-318 Sht-319 Sht-320 Sht-322 Sht-322 Sht-323 Sht-324 Sht-401
  - 第10系列bis:Sht-402 Sht-403 Sht-404 Sht-405 Sht-406 Sht-407 Sht-408 Sht-411 Sht-413 Sht-413 Sht-414 Sht-421 Sht-422 Sht-424
- M型潜水艦 - 総計152隻
  - 第6系列:M-1、M-2、M-3、M-4、M-5、M-6、M-7、M-8、M-9、M-10、M-11、M-12、M-13、M-14、M-15、M-16、M-17、M-18、M-19、M-20、M-21、M-22、M-23、M-24、M-25、M-26、M-27、M-28、M-51、M-52
  - 第6系列bis:M-53、M-54、M-55、M-56、M-71、M-72、M-73、M-74、M-75、M-76、M-77、M-78、M-79、M-80、M-81、M-82、M-83、M-84、M-85、M-86
  - 第12系列: M-30、M-31、M-32、M-33、M-34、M-35、M-36、M-57、M-58、M-59、M-60、M-62、M-63、M-90、M-92、M-94、M-95、M-96、M-97、M-98、M-99、M-102、M-103、M-104、M-105、M-106、M-107、M-108、M-111、M-112、M-113、M-114、M-115、M-116、M-117、M-118、M-119、M-120、M-121、M-122、M-171、M-172、M-173、M-174、M-176、M-175
  - 第15系列:M-200、M-201、M-202、M-203、M-204、M-205、M-206、M-214、M-215、M-216、M-217、M-218、M-219、M-234、M-235
- S型潜水艦 - 総計56隻
  - IX型:S-1、S-2、S-3
  - IX-bis型:S-4、S-5、S-6、S-7、S-8、S-9、S-10、S-11、S-12、S-13、S-27、S-28、S-29、S-30、S-31、S-32、S-33、S-34、S-35、S-36、S-37、S-38、S-45、S-46、S-51、S-52、S-53、S-54、S-55、S-56、S-101、S-102
  - IX-bis-2型:S-14、S-15、S-16、S-17、S-18、S-19、S-20、S-21、S-22、S-23、S-24、S-25、S-26、S-39、S-103、S-104
- TS-1 - 前者ルーマニア ルカヌル (en)
- TS-2 - 前者ルーマニア マルスィヌル
- TS-3 - 前者ルーマニア デルフィヌル (en)

機雷敷設潜水艦
- L型潜水艦
  - L-19、L-21

#### 戦略原潜(SSBN)
- ホテル級原子力潜水艦 Project 658ホテルI/II/III - 総計8隻
  - ホテルI級原子力潜水艦 Project 658:K-19、K-145、K-149、K-178
  - ホテルII級原子力潜水艦 Project 658M:K-54、K-55、K-40、K-16
- ヤンキー級原子力潜水艦 - 総計34隻
  - ヤンキーI級原子力潜水艦A型(Yankee-I) Project 667A/AU「Navaga」 1967:K-32、K-216、K-207、K-210、K-249、K-339、K-418、K-426、K-389、K-252
  - ヤンキーII級原子力潜水艦AU型(Yankee-II)(1968-?) Project 667Am「Navaga」 1980:K-137、K-26、K-434、K-236、K-245、K-219、K-214、K-228、K-258、K-241、K-444、K-446、K-451、K-436、K-430
  - ヤンキー級原子力潜水艦AM型(Yankee-Ⅲ):K-140
  - ヤンキー級原子力潜水艦AT型(Yankee-Ⅳ):K-253、K-395、K-408、K-423
  - ヤンキー級原子力潜水艦AN型(Yankee-Ⅴ):K-411
  - ヤンキー級原子力潜水艦AK型(Yankee-Ⅵ):K-403、K-415
- デルタ級原子力潜水艦
  - デルタI級原子力潜水艦 Project 667B「Murena」 1972年 10200トン 18隻:K-279、K-447、K-450、K-385、K-457、K-465、K-460、K-472、K-475、K-171、K-366、K-417、K-477、K-497、K-500、K-512、K-523、K-530
  - デルタII級原子力潜水艦 Project 667BD「Murena M」 1975年 11300トン 4隻:K-182、K-92、K-193、K-421
  - デルタIII級原子力潜水艦 Project 667BDR「Kalmar」 1976年 10600トン 14隻:K-424、K-441、K-449、K-455、K-490、K-487、K-496ボリソグレブスク、K-506ゼレノグラード、K-211ペトロパヴロフスク・カムチャツキー、K-223ポドリスク、K-180、K-433スｖヤトイ・ゲオルギー・ポベドノーセツ、KS-219オレンブルク、K-44リャザン
  - デルタIV級原子力潜水艦 Project 667BDRM「デルフィン(Delfin)」 1986年 12600トン 7隻:K-51ヴェルホトゥーリエ、K-84エカテリンブルク、K-64ウラジーミル、K-114トゥーラ、K-117ブリャンスク、K-18カレリア、K-407ノヴォモスコフスク
- タイフーン級原子力潜水艦 Project 941「アクラ(Akula)」 - 6隻:TK-208ドミートリー・ドンスコイ、TK-202ウラジミール・モノマフ、TK-12シンビルスク、TK-13セヴァストーポリ、TK-17アルハンゲリスク、TK-20セヴェルスターリ
- ボレイ級原子力潜水艦 Project 955「Borey」 1996年起工 18500トン - 8隻:K-535ユーリイ・ドルゴールキイ、K-550アレクサンドル・ネフスキー、K-551ウラジミール・モノマフ、K-552クニャージ・ウラジミール、K-553クニャージ・オレグ、K-554アレクサンドル・スヴォーロフ、K-555インペラートル・アレクサンドル3世、K-556クニャージ・ポジャールスキー

#### 巡航ミサイル原潜(SSGN)
- エコー級原子力潜水艦
  - エコーI級原子力潜水艦(Echo-I) Project 659 - 6隻:K-45、K-59、K-66、K-122、K-151、K-30
  - エコーII級原子力潜水艦(Echo-II) Project 675 - 総計29隻
    - 675MK型 - 9隻:K12、K-13、K-14、K-15、K-16、K-17、K-18、K-19、K-20
    - 675MKV型 - 4隻:K-21、K-22、K-23、K-24
    - 675N型 - 1隻:K-170
    - 675K型 - 11隻:K-47、K-171、K-172、K-173、K-174、K-175、K-176、K-177、K-178、K-179、K-180
    - 675MU型 - 5隻:K-32、K-26、K-27、K-28、K-31
- パパ級原子力潜水艦 Project 661「Anchar」 - 1隻:K-162
- チャーリー型原子力潜水艦 Project 670 - 総計17隻
  - チャーリーI級原子力潜水艦 Project 670A「Skat」 - 11隻:K-43 K-87 K-25 K-121 K-313 K-308 K-320 K-302 K-325 K-429 K-201
  - チャーリーII級原子力潜水艦 Project 670M「Skat-M」 - 6隻:K-458 K-452 K-479 K-503 K-508 K-209
- ヤンキーノッチ級原子力潜水艦 Project 667AR「Grosha」 - 総計35隻
  - ヤンキーII型（667AM型） - 1隻:K-140
  - ヤンキー・ノッチ型（667AT型「グリシャ」） - 4隻:K-253 K-395 K-408 K-423
  - ヤンキー・サイドカー型（667M型「アンドロメダ」）1隻:K-420
  - ヤンキー・ポッド型（667AK型「アクソン-1」および09774型「アクソン-2」）2隻:K-403 K-415
  - ヤンキー・ストレッチ型（09780型）1隻:K-411
  - 667A型 - 10隻:K-32 K-216 K-207 K-210 K-249 K-339 K-418 K-426 K-389 K-252
  - 667AU型 - 2隻:K-26、K-137
  - 667AN型 - 1隻:K-411
  - 667AU型 - 13隻:K-434 K-236 K-245 K-219 K-214 K-228 K-258 K-241 K-444 K-446 K-451 K-436 K-430
- オスカー級原子力潜水艦 Project 949 1982年 18300トン 13+2隻、4隻建造中止
  - オスカーI級原子力潜水艦(Oscar-I) Project 949「Granit」- 2隻
    - K-525 アルハンゲリスク、K-206 ムルマンスク

  - オスカーII級原子力潜水艦(Oscar-II) Project 949A「Anteiy」
    - K-148 クラスノダール、K-173 クラスノヤルスク、K-132 イルクーツク、K-119 ヴォロネジ、K-410 スモーレンスク、K-442 チェリャビンスク、K-456 ヴィリュチュンスク(旧名カサートカ)、K-266 オリョール(旧名セヴェロドヴィンスク)、K-186 オムスク、K-141 クルスク(Kursk)、K-150 トムスク、K-139
      - 建造中止:K-329 ベルゴロード、K-135、K-160

#### 攻撃原潜(SSN)
- ノヴェンバー級原子力潜水艦 Project 627「Kit」 1958年 5000トン 14隻
  - K-3 K-5  K-8  K-11  K-14  K-21  K-27  K-42  K-50  K-52  K-115  K-133 K-159  K-181
- ヴィクター級原子力潜水艦
  - ヴィクターI級原子力潜水艦(Victor-I) Project 671/671V/671K「Yersy」- 15隻
    - K-38  B-369  K-147  K-53  K-306  K-323  K-370  K-438  K-367  K-314  K-398  K-454  K-462  K-469  K-481

  - ヴィクターII級原子力潜水艦(Victor-II) Project 671RT「Semga」- 8隻
    - K-495  K-513  K-517   K-387  K-371  K-467  K-488  K-505

  - ヴィクターIII級原子力潜水艦(Victor-III) Project 671RTM/671RTMK(671.7)「Schuka」 - 26隻
    - K-524   K-254   K-502   K-527   K-298   K-358   K-299   K-244   K-292   K-388   K-138   B-414 Daniil Moskovsky   B-448 Tambov
    - K-247   K-507   K-492   K-412   K-251   K-255   K-324   K-305   K-355   K-360   K-218   K-242   K-264   K-315
- アルファ級原子力潜水艦 Project 705「Lira」 1972年 3120トン 7隻
  - K-64　K-123（のちにB-123に変更）　K-316　K-373　K-432　K-463　K-493
- マイク級原子力潜水艦 Project 685「Plavnik」- 1隻(1隻建造中止) 
  - コムソモレツ、他1隻
- シエラ級原子力潜水艦 1984年
  - シエラI級原子力潜水艦(Sierra-I) Project 945「Barracuda」- 2隻
    - B-239カープ、B-276コストロマ(旧名:クラーブ)

  - シエラII級原子力潜水艦(Sierra-II) Project 945A「Kondor」- 2隻
    - B-534ニジーニー・ノヴゴロド(旧名:スバトカ)、B-336プスコフ(旧名:オークン)

  - シエラⅢ級原子力潜水艦 - 建造中止
- アクラ級原子力潜水艦 Project 971「Shuka-B」 1985年 9100トン 14+5隻
  - アクラI級原子力潜水艦 Project 971「Shuka-B」 7隻
    - K-263 Barnaul  K-284 Akula  K-317 Pantera  K-322 Cachalot  K-331 Magadan  K-391 Bratsk  K-480 Ak Bars  K-461 Volk(建造中止)

  - アクラI改級原子力潜水艦 Project 971U「Shuka-B」 7隻
    - K-154 Tigr  K-328 Leopard  K-419 Kuzbass　他4隻建造中止

  - アクラII級原子力潜水艦 Project 971A/971M「Shuka-B」 5隻
    - K-152 Nerpa  K-157 Vepr  K-295 Samara

  - アクラⅢ級原子力潜水艦 - 2隻建造中止
    - K-333 Ryys (建造中止) · K-335 Gepard  K-337 Kuguar (建造中止)
- セヴェロドヴィンスク級原子力潜水艦 Project 885「Yasen」 NATO名「Graney」? 1993年起工 11800トン
  - 885型「ヤーセン」:K-550セヴェロドヴィンスク
  - 改885型「ヤーセンM」:K-561カザン、K-573ノボシビルスク、クラスノヤルスク、K-564アルハンゲリスク[5]、(他4隻建造中)

#### 実験用原潜
- ヤンキーストレッチ級原子力特殊作戦支援潜水艦(nuclear powered special misssions support submarine) Project 09780 1970年
- ユニフォーム(Uniform)級原子力特殊作戦潜水艦(nuclear powered special missions submarines) 2隻(Project 1910, Kashalot)
- パルトゥス(Paltus)級原子力特殊作戦潜水艦(nuclear powered special missions submarines) 2隻(Project 1083.1)

- ヤンキーポッド級原子力試験潜水艦(nuclear powered trials submarine) Project 09774 1971年
- エックスレイ級原子力潜水艦(X-Ray) Project 678 1984年就役 1,450トン

#### 通常動力型潜水艦

##### ディーゼル弾道ミサイル潜水艦 (SSB)
- ズールーV型潜水艦 Project 611AB 1953年 2450トン 6隻
  - B-62、B-67、B-73、B-78、B-79、B-89
- ゴルフI級潜水艦 Project 629 1959年 22隻
  - K-36、K-61、K-72、K-75、K-79、K-83、K-88、K-91、K-93、K-96、K-99、K-102、K-107、K-110、K-113、K-118、K-126、K-129、K-136、K-139、K-142、K-153
- ゴルフII級潜水艦 Project 629A 1967年 14隻(ゴルフIから改装)
  - K-163、B-106、BS-167、K-372、B-575、B-79、BS-83、B-183、B-91、B-93、BS-167、BS-107、B-110、K-126

##### ディーゼル巡航ミサイル潜水艦 (SSG)
- ジュリエット級(Juliett) Project651(1962-1994)
- ウイスキー型巡航ミサイル潜水艦

##### ディーゼル長距離攻撃潜水艦 (SS/SSK)
- ズールー型潜水艦 1953年 2400トン 20隻
- フォックストロット型潜水艦 Project 641 1958年 2500トン 79隻
- ブラヴォー型潜水艦(Bravo) Project 690「Kefal」 1967年 2900トン
- タンゴ型潜水艦 Project 641B「ソム(Som)」 1972年 3800トン
  - B-380「Gorkovsky Komsomolets」、B-225
- キロ級潜水艦 Project 877「パルトゥース」
  - Project 877E/EKM 1986年 3050トン 18隻
  - Project 877 1982年 3076トン 30隻
- 改キロ級潜水艦 Project 877(4B)
  - Project636 (4B)の輸出型 1998年 3050トン 2隻
  - Project877(4B)
- ラーダ級潜水艦 Project 677「ラーダ(Lada)」 2600トン 2隻
  - サンクトペテルブルク  2005年
  - クロンシュタット 2024年[6]

##### ディーゼル中距離攻撃潜水艦 (SS)
- ウィスキー型潜水艦/613型潜水艦 Project 613/644/665 1951年 1350トン 約240隻

S-43、S-44、S-45、S-46、S-80、S-140、S-141、S-142、S-143、S-144、S-145、S-146、S-147、S-148、S-149、S-150、S-151、S-152、S-153、S-154、S-155、S-156、S-157、S-158、S-159、S-160、S-161、S-162、S-163、S-164、S-165、S-166、S-167、S-168、S-169、S-170、S-171、S-172、S-173、S-174、S-175、S-176、S-177、S-178、S-179、S-180、S-181、S-182、S-183、S-184、S-185、S-186、S-187、S-188、S-189、S-190、S-191、S-192、S-193、S-194、S-195、S-196、S-197、S-198、S-199、S-200、S-261、S-262、S-263、S-264、S-265 ·  S-266 ·  S-267 ·  S-268 ·  S-269 ·  S-270 ·  S-271 ·  S-272 ·  S-273 ·  S-274 ·  S-275 · S-276 ·  S-277 ·  S-278 ·  S-279 ·  S-280 ·  S-281 ·  S-282 ·  S-283 ·
S-284 ·  S-285 ·  S-286 ·  S-287 ·  S-288 ·  S-289 ·  S-290 ·  S-291 ·  S-292 ·  S-293 ·  S-294 ·  S-295 ·  S-296 ·  S-297 ·  S-300ブリャンスク・コムソモーレツ ·  S-325 ·  S-326 ·  S-327 ·  S-328 ·
S-329 ·  S-331 ·  S-332 ·  S-333 ·  S-334 ·  S-335 ·  S-336 ·  S-337 ·  S-338 ·  S-339 ·  S-340 ·  S-341 ·  S-342 ·  S-343 ·  S-344 ·  S-345 ·  S-346 ·  S-347 ·  S-348 ·  S-349 ·  S-355 ·  S-356 ·
S-357 ·  S-358 ·  S-359 ·  S-360 ·  S-361 ·  S-362 ·  S-363 ·  S-364 ·  S-365 ·  S-390 ·  S-391 ·  S-392 · S-393
- ロメオ型潜水艦/633型潜水艦 Project 633 1959年 1700トン 22隻

##### ディーゼル沿岸防衛攻撃潜水艦 (SS)
- ケベック級潜水艦（AIP推進） 1955年 504トン 30隻:M-255、M-256、M-257、M-258、M-259、M-260、M-261、M-262、M-263、M-264、M-265、M-266、M-267、M-268、M-269、M-295、M-296、M-297、M-298、M-299、M-300、M-301、M-302、M-321、M-351、M-352、M-353、M-354、M-355、M-356、M-361

##### 実験用ディーゼル潜水艦
- リマ型潜水艦(Lima) Project 1840 1979年
- ロソス型潜水艦(Losos) Project 865「Piranya」 1988年
- ベルーガ (Beluga) 型実験用潜水艦 Project 1710「Mackrel」 1987年就役
- 試験潜水艦B-90サロフ B-90「Sarov」 2007年進水

#### 救難潜水艦
- インディア型潜水艦 Project 940 1978年 4800トン 2隻

### 機雷戦艦艇

#### 敷設艦艇
機雷敷設艦 (Minelayer)
- コミンテルン
- ドィフターウ
- スタンダルト
- ドン - 前者ルーマニア アミラル・ムルヂェスク

### 両用戦艦艇

#### 揚陸艦艇
大型揚陸艦
- タピール級揚陸艦
- ロプーチャ級揚陸艦
- イワン・ロゴフ級揚陸艦
- イワン・グレン級揚陸艦

エアクッション型揚陸艇 （LCAC ）
- グス型エアクッション揚陸艇
- レベッド型エアクッション揚陸艇
- ズーブル型高速エアクッション揚陸艦
- ムレナ型エアクッション揚陸艇

上陸用舟艇
- セルナ級揚陸艇
- ジュゴン級上陸用舟艇

### 補助艦艇

#### 補給艦艇
- 給兵艦
  - 20181型給兵艦[7] - （不詳）、（Akademik Makeev）[7]

#### 支援艦艇
- 潜水艦救難艦
  - コムーナ（旧名：ヴォルホフ）

#### 練習艦艇
- 宿泊艦
  - 10,000トン級宿泊艦 - BSh-3

#### その他
- 情報収集艦
  - バルザム型情報収集艦
  - ヴィシュニヤ型情報収集艦
- 艀　※元、装甲艦
  - 3,300トン級艀 - №1艀、№2艀
- ハルク
  - 1,600トン級ハルク - ブロックシフ1号、ブロックシフ2号、第1号障壁艦
  - 1,500トン級ハルク - BSh-1